# Ginásio São João
Ginásio São João foi um clube multidesportivo cearense, inaugurado no dia 6 de março de 1930, dirigido pelo professor César de Adolfo Campelo. Em 1943 abrigou o colégio do professor Odilon Gonzaga Braveza e recebeu o nome de Colégio São João por muito tempo foi referência na educação e nos esportes nas modalidades de Futebol, Basquetebol e Volei disputando campeonatos estaduais da antiga Associação Cearense de Desportos.

## Basquetebol
Disputou o Campeonato Cearense de Basquete sendo campeão em 1936 vencendo Náutico Atlético Cearense na melhor de três jogos.

### Títulos
- Campeonato Cearense de Basquete[3] : 1936
- Torneio Inicio[3] : 1936

## Futebol
Pelo Futebol, disputou o Campeonato Cearense de 1938 ficando na 12º.